# Super Bowl XIX
Der Super Bowl XIX war der 19. Super Bowl, das Endspiel der Saison 1984 der National Football League (NFL). Am 20. Januar 1985 standen sich die Miami Dolphins und die San Francisco 49ers im Stanford Stadium in Stanford, Kalifornien, gegenüber. Sieger waren die San Francisco 49ers bei einem Endstand von 38:16. San Franciscos Quarterback Joe Montana, der 24 von 35 Pässen bei einem Raumgewinn von 331 Yards und drei Touchdowns komplettierte, wurde zum Super Bowl MVP gewählt.

## Hintergrund
Der Super Bowl wurde im Vorfeld als sehr spannende Begegnung erwartet, da die beiden besten Quarterbacks der Liga, Dan Marino bei den Dolphins und Joe Montana bei den 49ers, aufeinandertrafen. Es wurde der erste Super Bowl, bei dem die Starting-Quarterbacks beider Teams je mehr als 300 Yards werfen konnten. Die 49ers konnten dieses Spiel als Heimspiel ansehen, das Stanford Stadium ist nur rund 50 km von ihrem eigentlichen Stadion entfernt. Super Bowl XIX war der erste Super Bowl der von der American Broadcasting Company (ABC) übertragen wurde.

## Spielverlauf
Das Spiel war aufgrund der guten Quarterbacks sehr punktereich, im ersten Viertel gab es ein Field Goal auf Seiten der Dolphins und jedes Team machte mit einem Pass einen Touchdown. Im zweiten Viertel machten die 49ers drei weitere und die Dolphins einen weiteren Touchdown, weshalb es am Ende der ersten Halbzeit 28:16 für San Francisco stand. In der zweiten Spielhälfte folgten lediglich ein weiterer Touchdown und ein weiteres Field Goal auf Seiten der 49ers, was den Endstand von 38:16 hervorrief.

## Schiedsrichter
Hauptschiedsrichter des Spiels war Pat Haggerty. Er wurde unterstützt vom Umpire Tom Hensley, Head Linesman Leo Miles, Line Judge Ray Dodez, Field Judge Bob Lewis, Back Judge Tom Kelleher und Side Judge Bill Quinby.